# Arrow (TV-serie)
Arrow är en amerikansk TV-serie producerad och skriven av Greg Berlanti, Marc Guggenheim och Andrew Kreisberg, baserad på DC Comics seriefigur Green Arrow. Det första avsnittet visades den 10 oktober 2012 på The CW. Det sista avsnittet i första säsongen visades 15 maj 2013. I Sverige sänds serien på Kanal 11, den har tidigare visats på Kanal 5.
Den andra säsongen började visas den 9 oktober 2013 och avslutades den 14 maj 2014. En tredje säsong hade premiär den 8 oktober 2014.

## Handling
Oliver Queen (Stephen Amell) är en playboymiljardär, som tillbringat fem år strandsatt på en ö, efter att familjens yacht som hette Queens Gambit sänkts. När han återvänder till Starling City återförenas han med sin familj och vänner som trodde att han varit död: modern Moira (Susanna Thompson) som gift om sig med faderns medarbetare (Colin Salmon), systern Thea (Willa Holland), bästa vännen Tommy (Colin Donnell), och den tidigare flickvännen, Laurel (Katie Cassidy), vars far är polis (Paul Blackthorne). Efter ett överfallsförsök tvingar modern på honom livvakten John Diggle (David Ramsey). Dagtid försöker Queen att återta sin plats i familjens företag, men han berättar inte vad som hänt på ön. Genom återblickar blir det dock klart att Queen under tillvaron på ön inte var ensam och att han upplevde såväl tortyr som avancerad träning.

### Säsong 1
Den första säsongen tillbringar Queen nätterna som en vigilant med grön huva, som med hjälp av en lista som fadern skrivit samt med pil och båge hämnas på de som svikit staden. Livvakten Diggle och IT-specialisten Felicity Smoak (Emily Bett Rickards) blir de första att få reda på hans dubbelliv, förutom Diggle, och hjälper honom i hans uppdrag. Polisen jagar dock vigilanten vilket skapar många tillfällen då hans hemlig identitet är i fara.

### Säsong 2
I säsong två ändrar Oliver sitt tillvägagångssätt; han vill stoppa brottsligheten utan att döda brottslingar. Det stundar ett val till borgmästare, men Queen har misstankar mot den främsta kandidaten, Sebastian Blood. Queen möter också Slade Wilson (Manu Bennett), en man från Queens tid på ön som driver en vendetta mot honom. Queen får hjälp av Roy Harper (Colton Haynes) och stöd från Laurels far, Quentin Lance (Paul Blackthorne).

### Säsong 3
I säsong tre ser folket honom som hjälte, efter att han besegrat Wilson. Hans företag, Queen Consolidated, har köpts upp av vetenskapsmannen Ray Palmer (Brandon Routh) och Oliver kämpar för att få sin familj hel igen, medan gamla fiender återvänder.

## Rollista (i urval)
- Stephen Amell – Oliver Queen / Arrow
- Emily Bett Rickards – Felicity Smoak, en IT-tekniker och Queens partner
- David Ramsey – John Diggle, Queens livvakt och partner
- Willa Holland – Thea Queen, Queens syster / Speedy
- Colton Haynes – Roy Harper
- Katie Cassidy – Laurel Lance, Queens före detta flickvän, baserad på Dinah Laurel Lance
- Colin Donnell – Tommy Merlyn, Queens bästa vän
- Susanna Thompson – Moira Queen, Queens mor
- Paul Blackthorne – Quentin Lance, en polisman och Laurels far, baserad på Larry Lance
- Manu Bennett – Slade Wilson / Deahstroke, en australiensisk underrättelseagent som var strandsatt på ön tillsammans med Queen
- John Barrowman – Malcom Merlyn, Tommys far
- Caity Lotz – Sara Lance, Laurels syster
- Colin Salmon – Walter Steele, Queens styvfar

## Produktion
Den 12 januari 2012 meddelade The CW att de förberedde en TV-serie baserad på Green Arrow med Greg Berlanti, Marc Guggenheim och Andrew Kreisberg som producenter. En vecka senare fick man veta att serien ska heta Arrow, och pilotavsnittet regisseras av David Nutter. I slutet av månaden blev det klart att Stephen Amell ska spela huvudrollen som Oliver Queen. Colleen Atwood designade dräkten som Queen har på sig. I säsong 2 får man se honom med en dominomask.
Serien spelas in i Vancouver, men utspelar sig i den fiktiva staden Starling City.

### Gemensamt universum
Serien utspelar sig i ett gemensamt universum, där bland annat Ra's al Ghul och Flash förekommer. Under den andra säsongen av Arrow påbörjades inspelningen av spinoffserien The Flash.

## Mottagande
Rotten Tomatoes rapporterade att 86 procent, baserat på 35 recensioner, hade gett den första säsongen en positiv recension och satt ett genomsnittsbetyg på 7.3 av 10. På Metacritic nådde första säsongen genomsnittsbetyget 73 av 100, baserat på 25 recensioner.